# Aqtau (Siedlung)
Aqtau (kasachisch Ақтау) ist eine Siedlung im Gebiet Qaraghandy in Kasachstan. Die Siedlung gehört zur Stadt Temirtau.
Der Ort mit 6906 Einwohnern befindet sich 67 km von der Stadt Qaraghandy und 28 km von Temirtau entfernt.

## Geschichte
Die Siedlung wurde am 20. April 1950 gegründet.

## Wirtschaft
In der näheren Umgebung werden Gold, Kupfer, Kalkstein und Lehm gefördert. In Aqtau ist der Zementhersteller Central Asia Cement ansässig.

## Infrastruktur
Aqtau besitzt zwei russische und eine kasachische allgemeinbildende Schule und eine Bibliothek.

## Politik
Akim (Bürgermeister) der Siedlung ist seit Dezember 2020 Anuarbek Bachridenow.